# Astragalus al-hamedensis
Astragalus al-hamedensis är en ärtväxtart som beskrevs av Karl Heinz Rechinger. Astragalus al-hamedensis ingår i släktet vedlar, och familjen ärtväxter. Inga underarter finns listade i Catalogue of Life.